# Ричардсон-Спрингс
Ричардсон-Спрингс (англ. Richardson Springs, ранее Мад-Спрингс, англ. Mud Springs) — невключённая территория в округе Бьютт штата Калифорния. Расположена к северо-северо-востоку от города Чико, на высоте 189 м. Названа по имени в честь Дж. и Ли Ричардсонов, основавших там спа в 1898 году.

## Известные люди
- Андраник Озанян, армянский национальный герой, умер в Ричардсон-Спрингс в 1927 г.[1]